# Corylus heterophylla
Corylus heterophylla är en björkväxtart som beskrevs av Fisch. och Ernst Rudolf von Trautvetter. Corylus heterophylla ingår i släktet hasslar och familjen björkväxter.
Corylus heterophylla är en buske eller ett lövfällande träd som blir upp till 7 meter högt.
Arten förekommer i låglandet och i bergstrakter i Kina, Ryssland, Japan och på Koreahalvön. Kanske växer den även i Mongoliet. Utbredningsområdet ligger 30 till 2800 meter över havet. Corylus heterophylla ingår i öppna lövskogar eller den hittas vid kanten av tätare skogar. I torra dalgångar eller på sluttningar kan den även stå ensam.
Artens nötter samlas från vilda exemplar och från odlade individer. För beståndet är inga hot kända. IUCN listar arten som livskraftig (LC).

## Underarter
Arten delas in i följande underarter:
- C. h. heterophylla
- C. h. sutchuenensis

## Bildgalleri

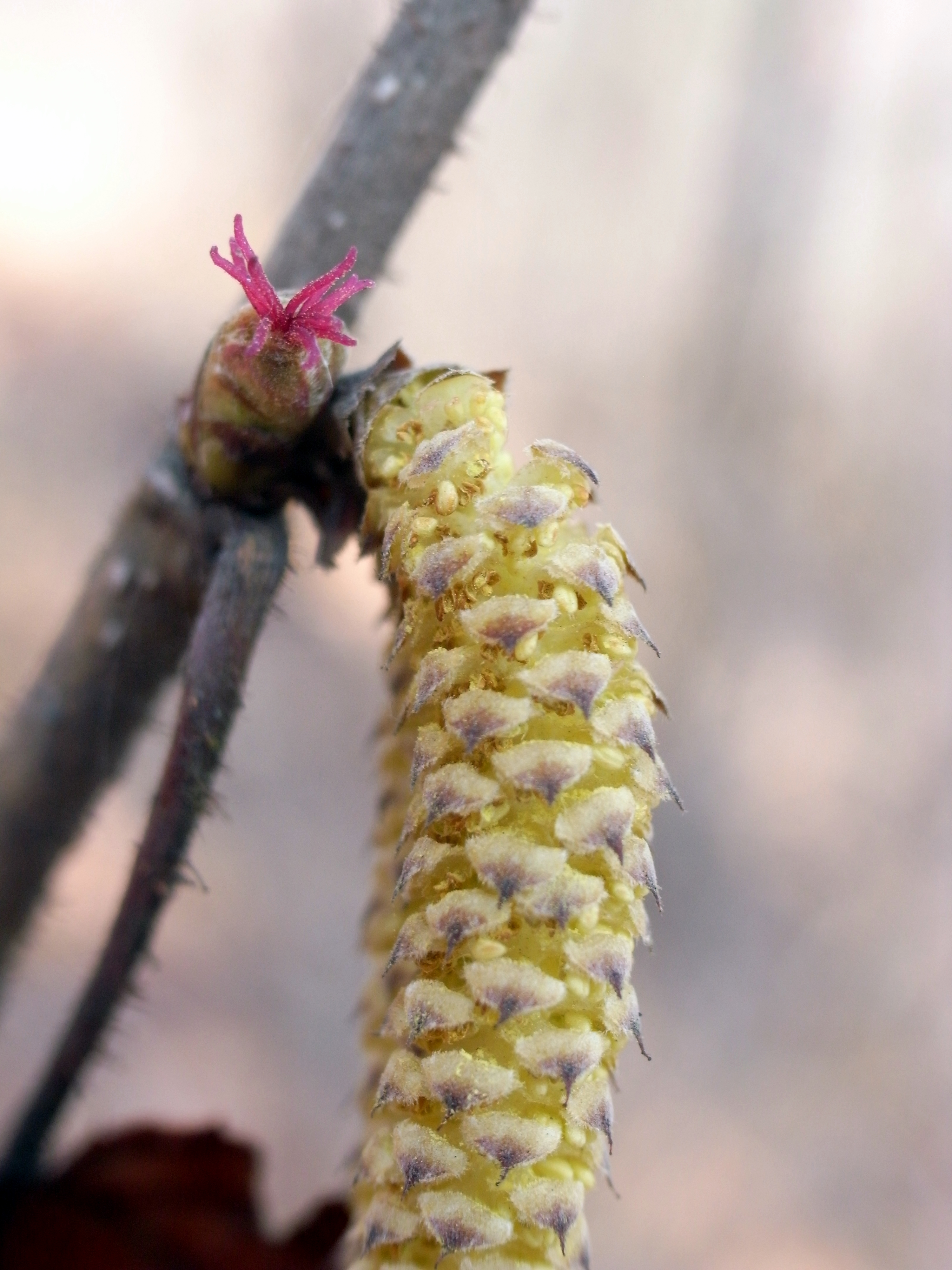
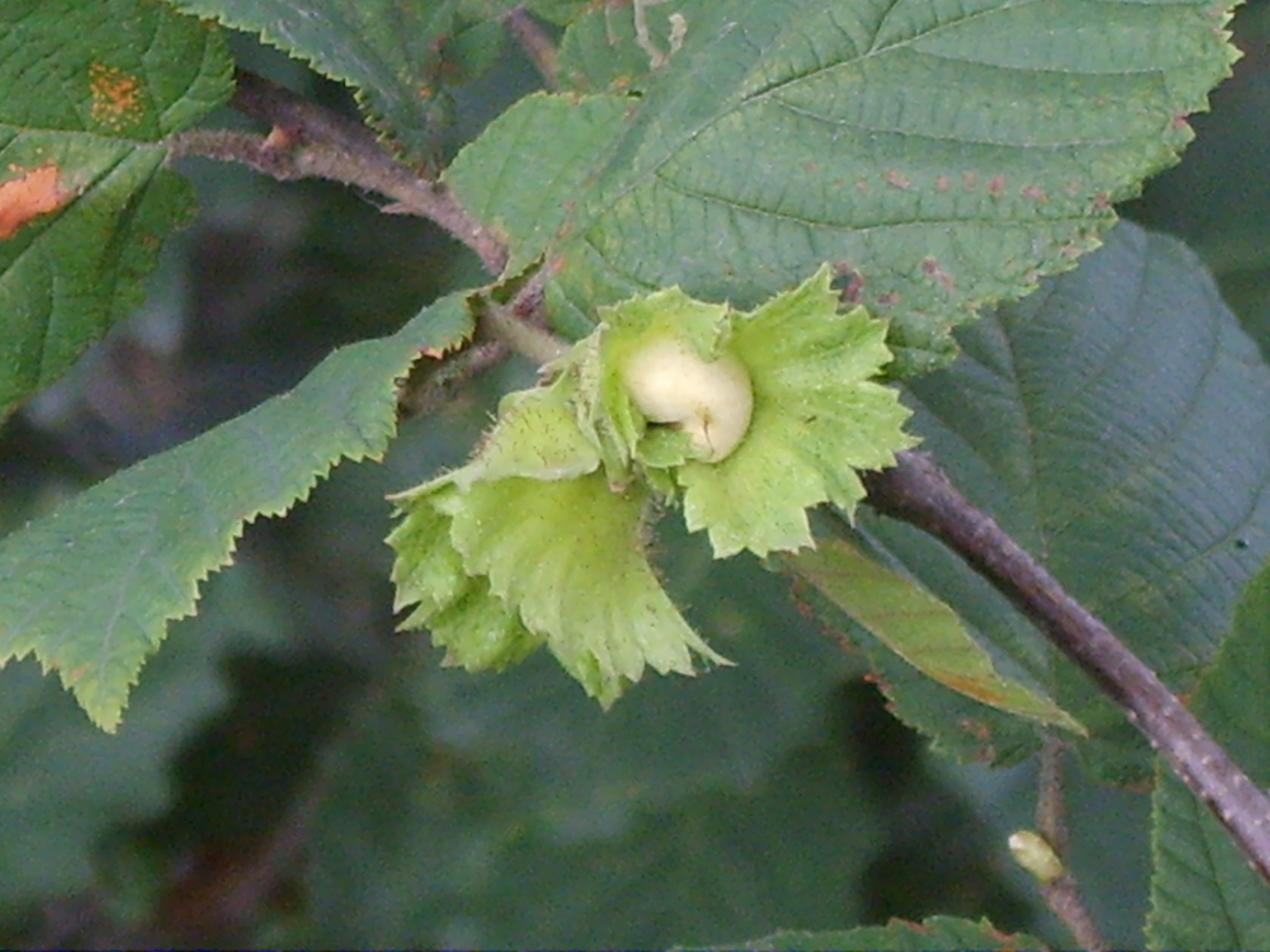
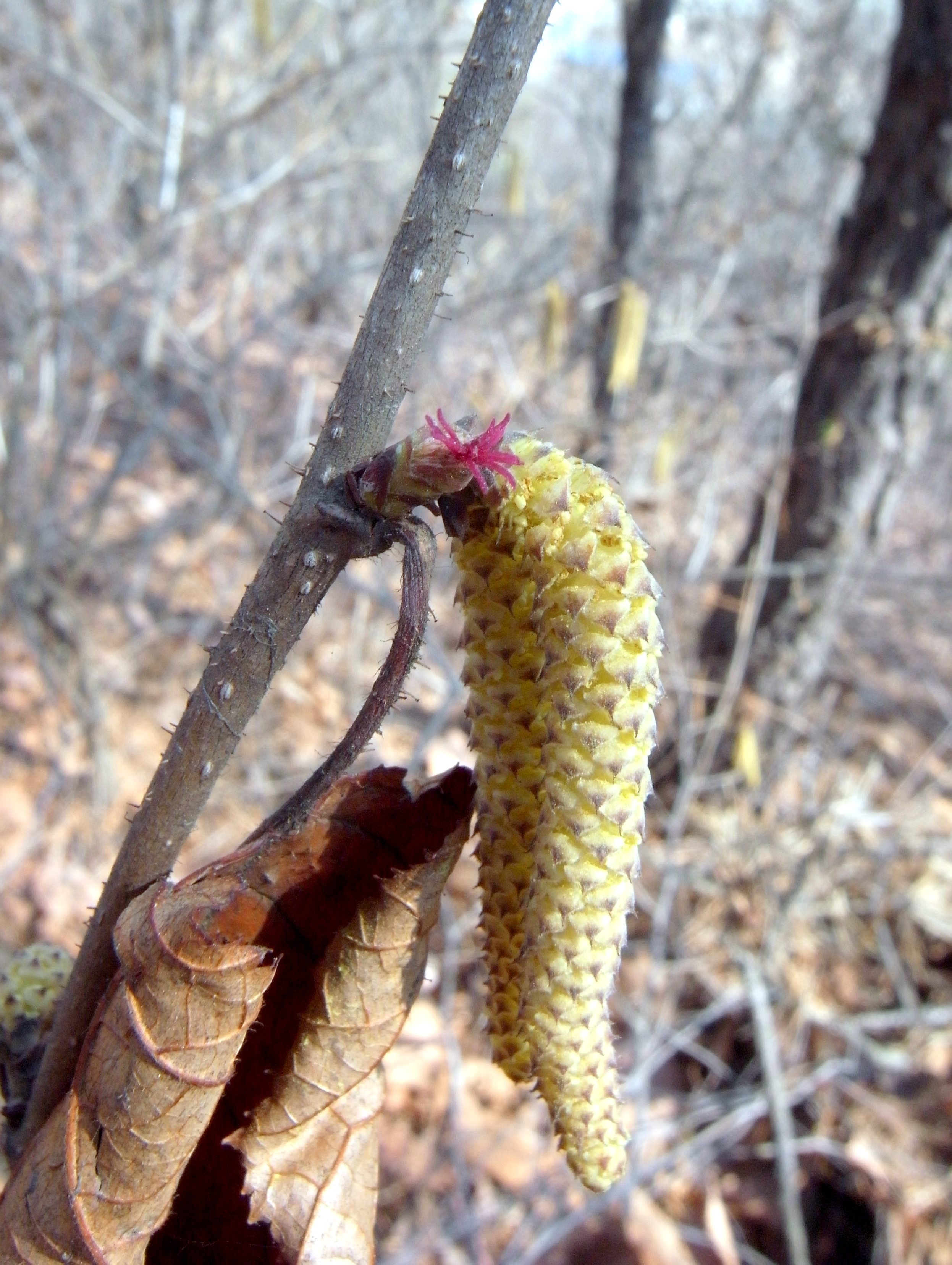
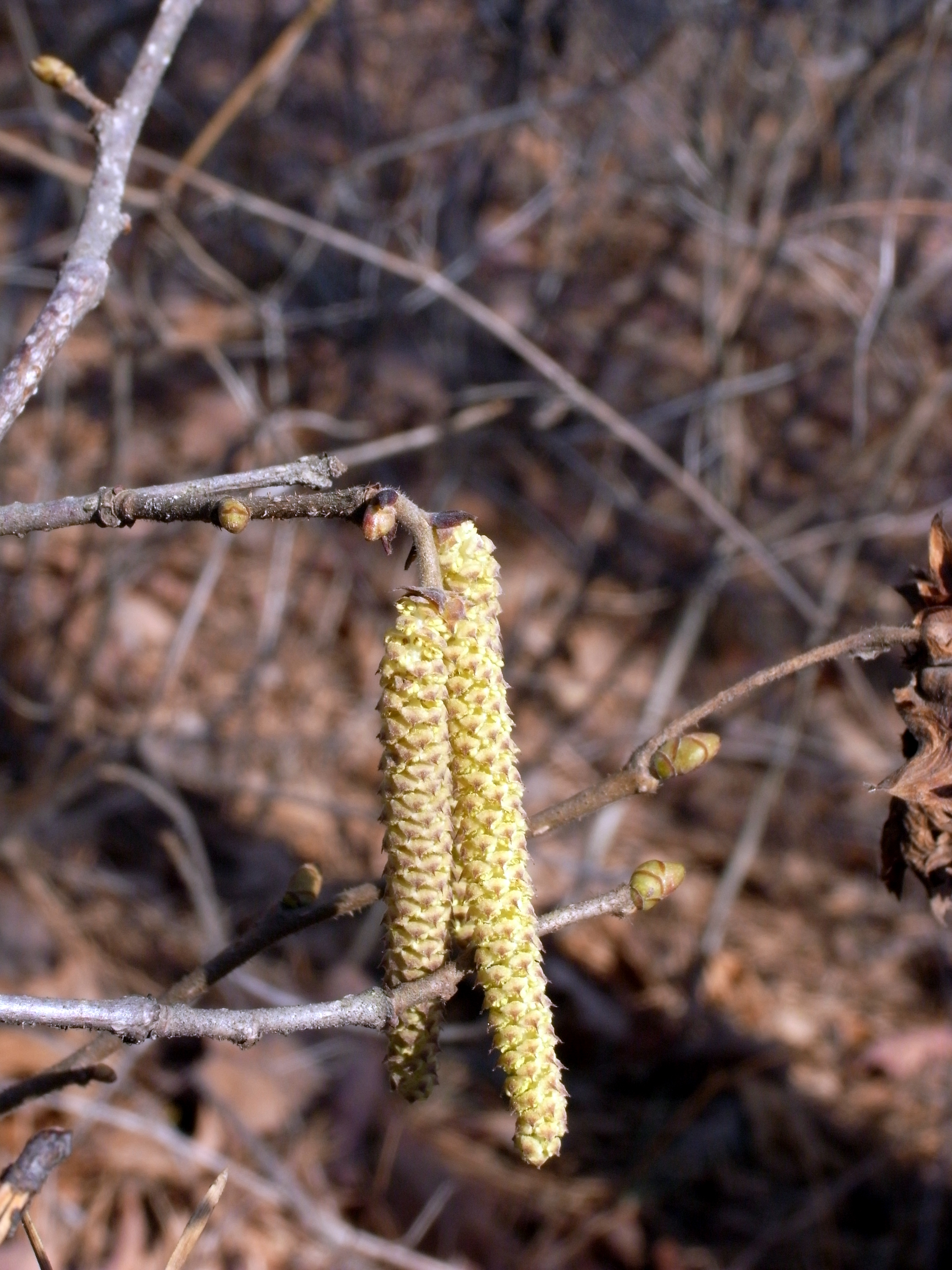
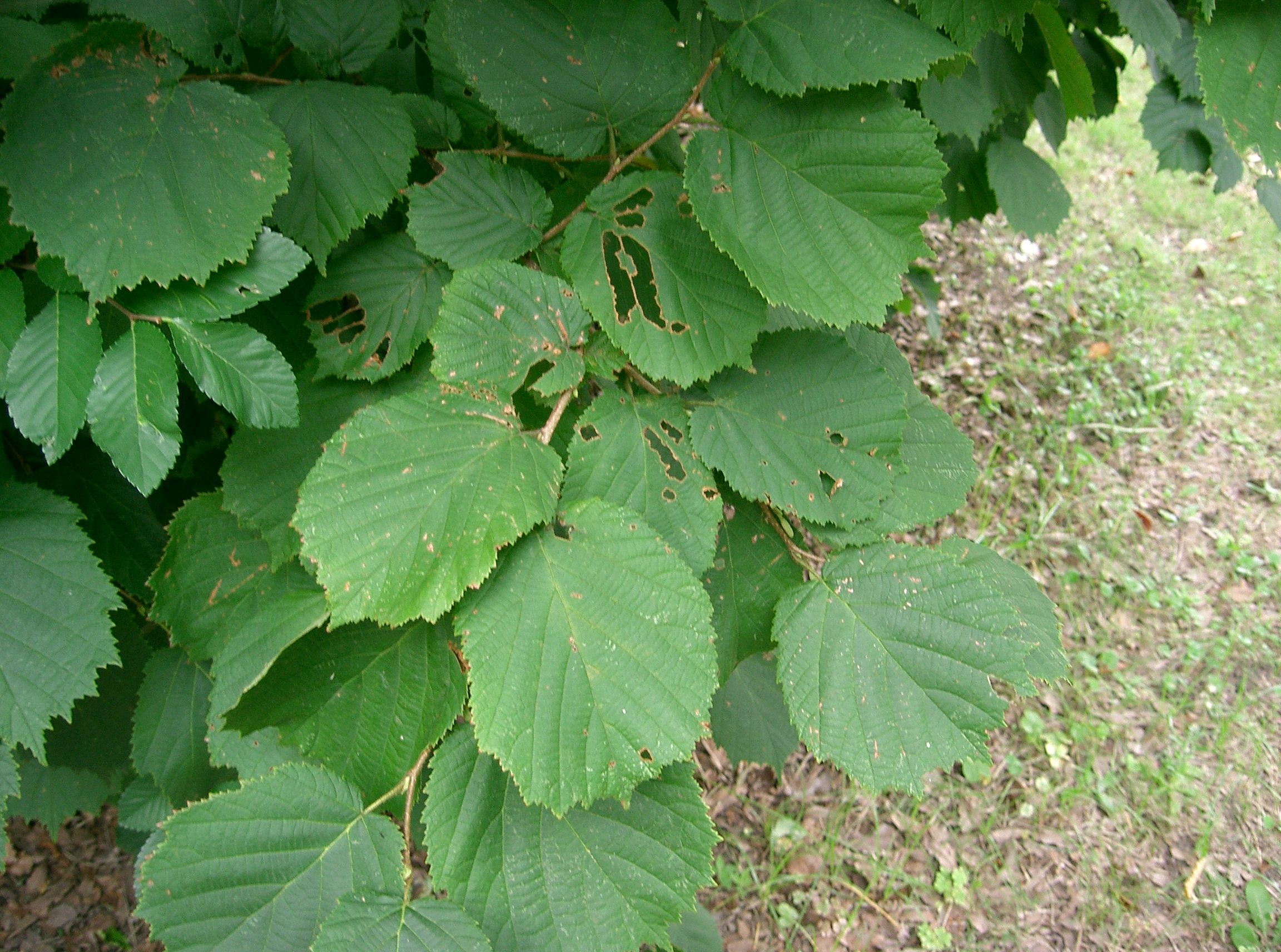
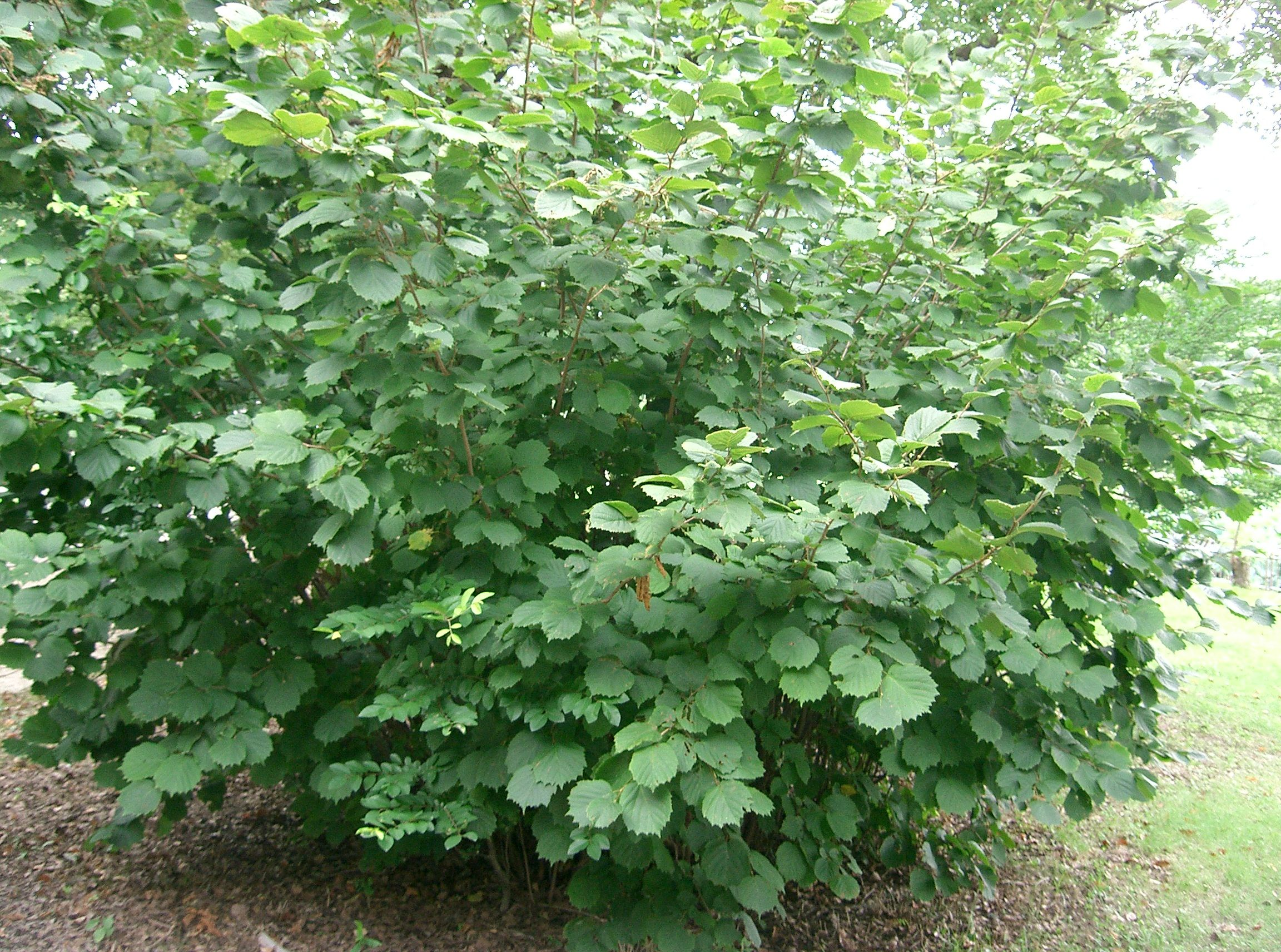